# Iran Air

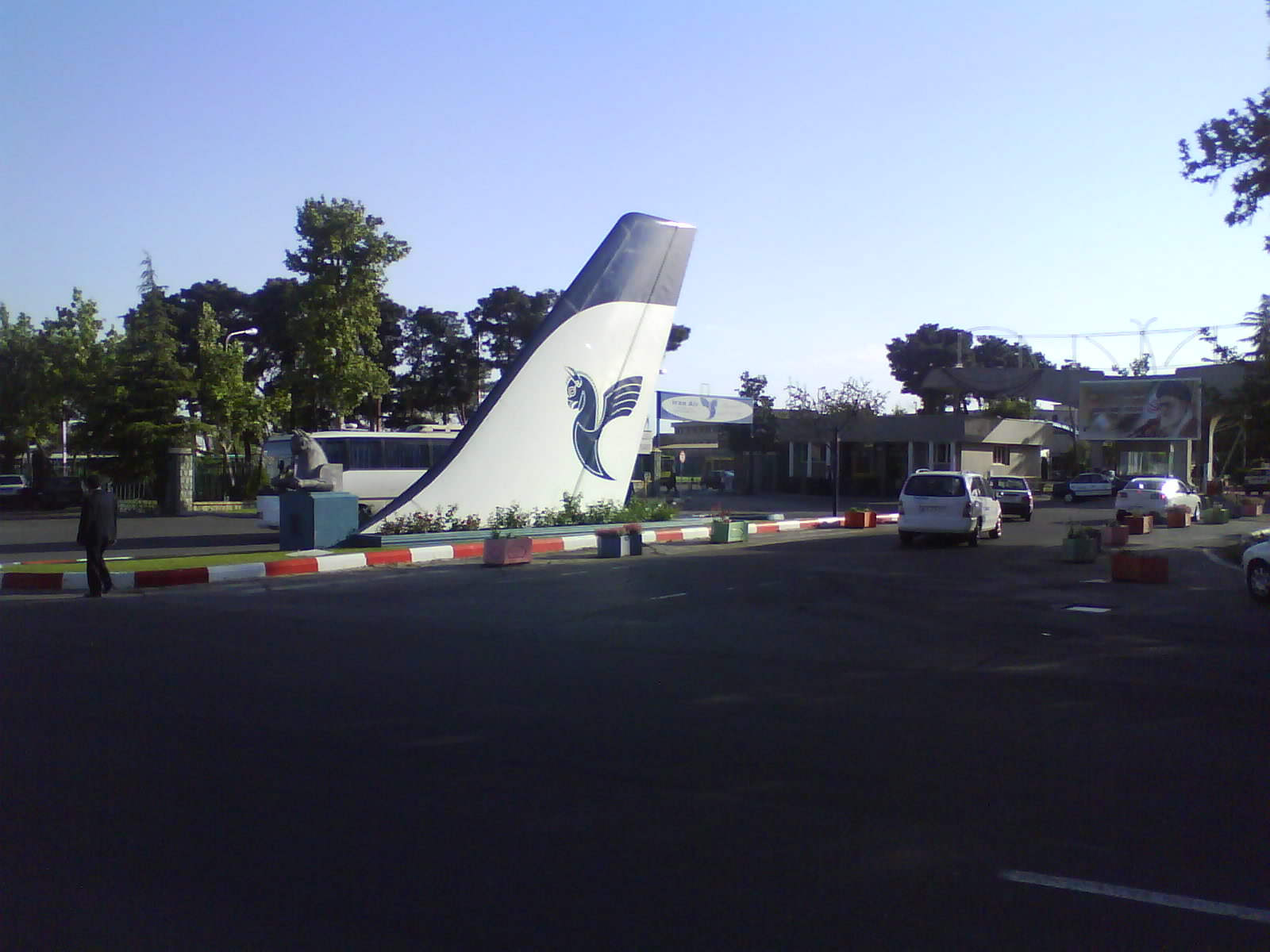
Iran Air head office

Iran Air («Ира́н Эр», перс. ایران ایر‎) — государственная иранская авиакомпания, национальный авиаперевозчик. Базируется в Тегеране. Порт приписки — Международный аэропорт Имама Хомейни. Была основана 24 февраля 1962 года. В 1964 году авиакомпания стала членом Международной Ассоциации Авиаперевозчиков (IATA) и в 1983 году вступила во Всемирную Туристическую Организацию (WTO) как присоединившийся участник.
Самый большой департамент в «Иран Эйр» — отдел по снабжению питанием, в нем работает более тысячи человек. Этот департамент как самостоятельный центр в настоящее время обеспечивает услугами по поставкам питания более 25 международных авиалиний и местных авиаперевозчиков.

## Направления
Iran Air обслуживает 33 внутренних рейса  и 17 международных, осуществляя полёты в 37 городов мира. Основные по популярности страны: Турция, Франция, Ирак, Азербайджан, Германия, Италия, Великобритания, Австрия и Индия.

## Флот

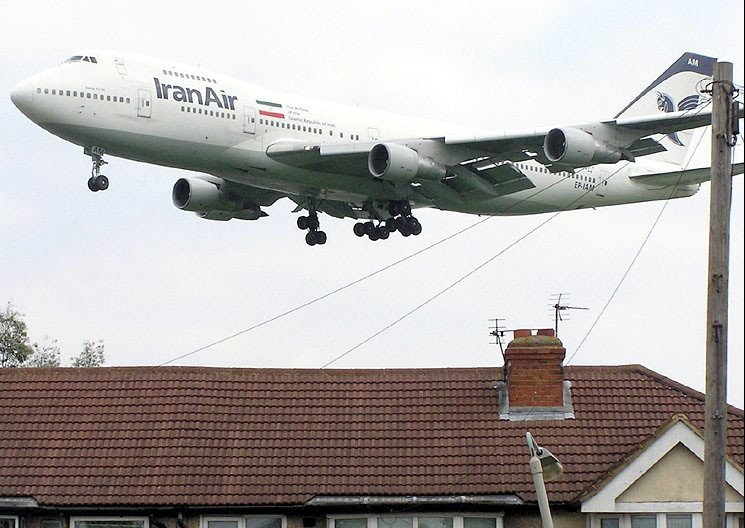
Боинг 747—200 Iran Air

В августе 2021 года флот Iran Air состоял из 38 самолетов, средний возраст которых 18,5 лет:

## Авиапрошествия
- Рейс IR655 Иранский авиарейс 655 (IR655) — коммерческий пассажирский рейс Iran Air, между городами Бендер-Аббас, Иран и Дубай, ОАЭ. 3 июля 1988, самолёт Airbus A300B2-203 рейса IR655 был сбит над Персидским заливом ракетой, выпущенной с ракетного крейсера Vincennes ВМС США. Погибло 290 человек, включая 15 членов экипажа, среди пассажиров было 66 детей. Во время пуска ракеты крейсер Vincennes находился в территориальных водах Ирана.

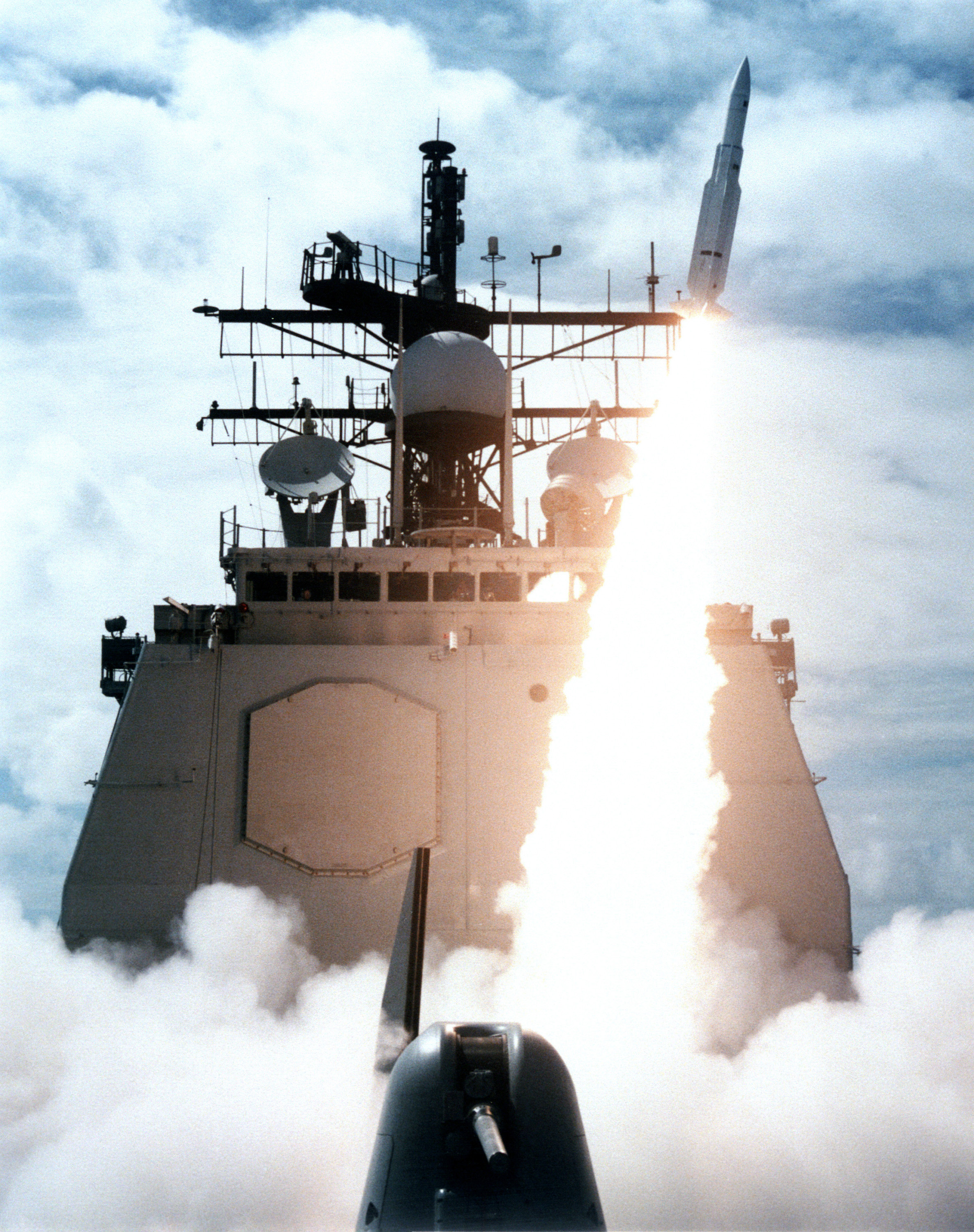
Ракета стартует с передней площадки крейсера Vincennes во время учений в 1987 году. Эта же пусковая установка была применена для стрельбы по самолёту рейса Iran Air 655